# Paul Fortier-Beaulieu
Pour l’article homonyme, voir Charles-Adolphe Fortier-Beaulieu.
Paul Eugène Adolphe Fortier-Beaulieu, né à Roanne le 28 juin 1888 et mort à Paris le 21 décembre 1960, est un industriel, ingénieur et historien folkloriste français.

## Biographie
Il succède à son père Édouard Fortier-Beaulieu (1840-1917) qui fut lui-même un industriel, homme politique et peintre, dans la direction des tanneries Fortier-Beaulieu, au retour de son engagement lors de la Première Guerre mondiale comme conducteur ambulancier dans la section sanitaire 93. Connu en France pour ses travaux dans l'étude des coutumes traditionnelles au XIXe siècle et en particulier dans les noces campagnardes, il fait partie des précurseurs de l'ethnologie moderne.
Secrétaire général de la Société des historiens locaux après la Seconde Guerre mondiale, ses recherches sont une référence sur l'étude des coutumes des mariages par l'utilisation de procédés innovants. Il est l'inventeur d'un code de signes cartographiques en vue d'étudier la répartition géographique des coutumes. Soutenu par le folkloriste Arnold van Gennep (1873-1957), il lui offre un exemplaire de son appareil à cartographier en 1938 qui figure aujourd'hui au musée d'ethnographie de Neuchâtel en Suisse. 
Alice Taverne (1904-1969), folkloriste de la région du Forez a entrepris des recherches sur les coutumes locales en liaison avec Paul Fortier-Beaulieu. Le musée Alice Taverne à Ambierle (Loire), conserve l'essentiel des fonds de recherche de Paul Fortier-Beaulieu.
Ingénieur de formation, il a participé activement par son travail et son soutien financier à l'émergence de l'énergie éolienne,, en France et à d'autres applications notamment dans le domaine aéronautique, au côté du pionnier Louis Constantin  .